# Meyna spinosa
Meyna spinosa là một loài thực vật có hoa trong họ Thiến thảo. Loài này được Roxb. ex Link mô tả khoa học đầu tiên năm 1820.